# Timur Malik
Timur Malik (Temür Malik) fou kan de l'Horda Oriental (Horda Blava a les fonts turcomongoles i russes i Horda Blanca a les fonts perses) coneguda com a ulus d'Orda. Va succeir al seu germà Toktakia el 1376 o inicis del 1377 i va morir en la lluita contra Toktamish el 1378.
Toktamish rebia el suport obert de Tamerlà que li va regalar el cavall Kunk Oghlan, considerat el més ràpid, el que li permetia atrapar a un enemic o fugir a la màxima velocitat. Només pujar al tron Timur Malik, el protegit de Tamerlà va reprendre la lluita, però Timur Malik el va derrotar i una altra vegada va haver de fugir al quarter del gran conqueridor; la persistència d'aquest sobta doncs era la quarta vegada que l'havia d'acollir i altre cop li va donar suport.
Timur va ordenar a Khetai Bahadur i Muhammad Sultan Shah del Badakhxan de fer un atac sorpresa nocturn amb 500 homes; es van trobar amb forces de Timur Malik, fill d'Urus Khan, formades per uns 3000 homes, i les van atacar; la lluita es va iniciar a la nit però ja s'acostava l'albada. Els amirs Yarek Timur i Khetai Bahadur van morir en la lluita i Eltxi Bugha va resultar ferit a la ma; Timur Malik va resultar ferit al peu. Finalment els mogols es van retirar quan es va fer clar.
Poc després el va enviar a Sighnak escortat per un exèrcit manat pel general (temnik) Timur Uzbeg, pel seu fill Balti Khoja, Ozuntimur (Uzbeg Timur?, Ghayassuddin (Ghiyath al-Din), Terkhan i Benki Kuchin. Fou instal·lat a Sighnak, i com era tradició se li van concedir objectes valuosos d'or i joies.
Tamerlà va aconsellar atacar a Timur Malik que havia passat l'hivern a Karatal i Toktamish va escoltar al seu protector i va derrotar a Timur Malik; després de la victòria va enviar a Urus Khoja a portar la bona notícia a Tamerlà que ho va celebrar de manera notable amb diversos dies de festa i fins i tot va concedir un indult als presoners i va donar regals al portador de la notícia. Tot això hauria passat el 1377. L'hivern del 1377 al 1378 Toktamish va retornar a Sighnak.
Fins llavors la lluita es va centrar al Qiptxaq oriental però el 1378 Toktamish va aixecar un exèrcit considerable que les fonts diuen que era per marxar al Qiptxaq occidental cap a Sarai que ara estava en mans de Mamai (anomenat a les fonts com a Memak) però que probablement tenia com a primera finalitat combatre a Timur Malik. Aquest havia intentat una aliança amb un príncep de nom Muhammed Oghlan, que podria ser Muhammad Bulak de l'Horda d'Or i estava preparat per reprendre la lluita; com que Muhammad Oghlan va refusar ajudar-lo el va matar, i després va marxar contra Toktamish al que va trobar prop de Karatagh. Timur Malik fou derrotat i mort. El seu lloctinent Balinjak, fou capturat i portat davant Toktamish, que el volia perdonar, però li va demanar ser executat, ja que no volia veure un altre assegut al tron del seu senyor i volia ser enterrat amb ell; Toktamish li va concedir ambdues coses.
| Precedit per: Toktakia | Khan de l'Horda Blava 1377–1378 | Succeït per: Toktamish |